# 中野由美
中野由美（NAKANO Yumi，1986年7月1日—），日本女子水球運動員，亦為日本國家女子水球隊成員。兵庫縣出生，畢業於東京女子体育大学，現時在東京都立桜町高等学校擔任教師，隸屬於藤村水球隊（全藤村女子高校）。

## 簡歷
2014年9月，中野由美代表日本出戰韓國仁川舉行的亞運會水球比賽項目，協助球隊贏得銀牌。